# Balbir Singh sr.
Balbir Singh Sr. (Haripur Khalsa, 31 december 1923 - Chandigarh (unieterritorium), 25 mei 2020) was een Indiaas hockeyer.
Singh won met de Indiase ploeg driemaal de olympische gouden medaille. Bij zijn derde gouden medaille in 1956 was Singh aanvoerder. Singh is bondscoach geweest van de Indiase ploeg.

## Resultaten
- 1948  Olympische Zomerspelen in Londen
- 1952  Olympische Zomerspelen in Helsinki
- 1956  Olympische Zomerspelen in Melbourne

- Gemeinsame Normdatei: 1210934000
- Virtual International Authority File: 5207159109731106900000